# Paul Valéry
Ambroise Paul Toussaint Jules Valéry (Sète, 30 ottobre 1871 – Parigi, 20 luglio 1945) è stato uno scrittore, poeta e filosofo francese.

## Biografia
Figlio di Barthélemy, un controllore delle dogane d'origine corsa, e di Fanny Grassi, genovese, figlia del console del Regno di Sardegna a Sète, Paul Valéry frequentò le scuole primarie a Sète (in quel periodo scritto Cette), presso i domenicani, proseguendo poi al liceo di Montpellier. Nel 1889 cominciò gli studi di giurisprudenza, pubblicando, nello stesso anno, i suoi primi versi nella Revue maritime de Marseille. Queste sue prime opere sono ascrivibili al movimento simbolista. Nel 1890 Valéry incontra Pierre Louÿs, che sarà fondamentale per la sua vocazione di poeta: è, infatti, quest'ultimo a presentargli André Gide e introdurlo nella stretta cerchia del poeta Stéphane Mallarmé.

### La crisi di Genova
Nella notte tra il 4 e il 5 ottobre 1892, a Genova cadde in ciò che avrebbe poi descritto come una grave crisi esistenziale. Al mattino era deciso a ripudiare gli idoli della letteratura, dell'amore e dell'imprecisione per consacrare l'essenza della sua vita a ciò che indicò come "la via dello spirito": ce lo testimoniano i suoi Cahiers, diari nei quali si costringe ad annotare ogni mattino tutte le sue riflessioni. Dopo di che, aggiunge come battuta di spirito, "avendo consacrato queste ore alla via dello spirito, mi sento in diritto di essere sciocco per il resto del giorno".
Aveva quindi escluso completamente la poesia dalla sua vita? No, anche se, a suo dire, "ogni poema che non abbia la precisione esatta della prosa non ha nessun valore", oppure, come aveva affermato Malherbe, la tiene alla stessa distanza del suo predecessore che aveva detto molto più seriamente che "un buon poeta non è più utile al suo paese di quanto non sia un buon giocatore di bocce". Ad ogni modo, Valéry indicò ripetutamente questa notte come la sua vera nascita, l'inizio della sua vita mentale.
Nel 1894 si trasferì a Parigi, dove trascorse il resto della sua vita e dove cominciò a lavorare come redattore al ministero della guerra. Rimase lontano dalla scrittura poetica per consacrarsi alla conoscenza di sé e del mondo. Segretario personale di Edouard Lebey, amministratore della Agence Havas, la prima agenzia di stampa, si affannava ogni mattino all'alba alla redazione dei suoi Cahiers, diari intellettuali e psicologici, che vedranno la pubblicazione, non interamente, solo dopo la sua morte. Nel 1900 sposò Jeannine Gobillard, dalla quale ebbe due figlie e un figlio.

### La Jeune Parque
Nel 1917, grazie principalmente all'influenza di André Gide, ritornò alla poesia, con La Jeune Parque, pubblicato presso la Gallimard, a cui seguirono un altro grande poema, Le Cimetière marin (1920) e una raccolta, Charmes (1922). Sotto l'influsso di Stéphane Mallarmé, privilegiò sempre nella sua poetica il formale dominio a scapito del senso e dell'ispirazione.
Dopo la prima guerra mondiale, divenne una sorta di "poeta ufficiale" immensamente celebre che, nella sua mancanza d'interesse verso le cariche e gli onori, si diverte a vedere gli ossequi di cui è circondato. Nel 1924, venne eletto presidente del Pen Club francese, poi membro dell'Académie française l'anno seguente. Il discorso tenuto da Paul Valéry in onore del suo predecessore, come da tradizione dell'Académie française, è rimasto negli annali: durante tutta l'orazione, Valéry non pronunciò nemmeno una volta il nome di Anatole France, reo di aver rifiutato a Mallarmé una pubblicazione nel 1874 su Le Parnasse contemporain. Seguirono anni di cariche sempre più importanti, al consiglio dei musei, al centro universitario di Nizza, la presidenza della commissione di sintesi per la cooperazione culturale per l'esposizione universale del 1936; nel 1937, addirittura, una cattedra (quella di "poetico" al Collège de France) venne creata appositamente per lui. Infine, nel 1939 divenne presidente onorario della SACEM.
Ma durante tutto questo tempo, la sua vera "professione" continuava nell'ombra: la profondità delle riflessioni che diede alle stampe in opere consistenti (Introduction à la méthode de Léonard de Vinci, La soirée avec monsieur Teste), i suoi studi sul divenire della civiltà (Regards sur le monde actuel) e la sua viva curiosità intellettuale lo resero un interlocutore ideale per Raymond Poincaré, Louis de Broglie, Henri Bergson e Albert Einstein.

### L'occupazione nazista
Sotto l'occupazione, essendosi rifiutato di collaborare, Valéry perse il suo posto d'amministratore a Nizza. Morì il 20 luglio 1945, poche settimane dopo la fine della guerra. Il presidente francese Charles de Gaulle richiese per lui funerali di Stato, dopo i quali venne sepolto a Sète, nel cimitero marino che aveva già celebrato nel famoso poemetto Il cimitero marino.
Dopo la sua morte, furono pubblicati alcuni estratti dei suoi diari, i Cahiers, ai quali consegnava quotidianamente l'evolversi della sua coscienza e le sue relazioni con il tempo, i sogni, il linguaggio.

### ICahiers
I Quaderni di Valéry (261 quaderni manoscritti, 26.600 pp.), vero e proprio laboratoire intime de l'esprit (laboratorio intimo dello spirito) schiudono a numerose riflessioni, filosofiche, estetiche, religiose e antropologiche. Essi testimoniano la perenne ricerca che animò la sua riflessione intorno ad ambiti diversi, tesa, in un primo momento, a cercare un système di operazioni mentali esteriorizzabili, che a loro volta costituissero la compiuta messa in forma del travail de l'esprit; vi si scoprono le sue inquietudini sull'eternità della civilizzazione ("Le nostre civilizzazioni sanno adesso d'essere mortali"), sul futuro dei "diritti dello spirito", sul ruolo della letteratura nella formazione, e la retroazione del progresso sull'uomo; la critica ai concetti "vaghi e impuri" di cui si serve la filosofia (quali, ad esempio, spirito, metafisica, interiorità), quindi la conseguente azione di "repulisti" della situazione verbale, oltre che un'insospettata componente affettivo-spirituale che aspira a liberarsi da un "divino" istituzionalizzato per recuperarlo in maniera pura, scevra di ogni contaminazione fiduciaria.
La serie Variété, invece, si compone di scritti di tutt'altro tono: quelli che gli sono stati richiesti e che, senza alcun dubbio e per sua stessa confessione, non avrebbe mai scritto. Non sono meno testimoni di altri della profondità di analisi spesso abbagliante (si legga in particolar modo Notre destin et le lettres, in Regards sur le monde actuel).
La sua corrispondenza, segnatamente quella con André Gide, ma anche quella con Gustave Fourment, André Fontainas e Pierre Louÿs è stata ormai pubblicata interamente, mentre la totalità dei Cahiers è consultabile nella biblioteca del Centre Pompidou di Parigi; inoltre, i principali manoscritti inediti sono conservati per la maggior parte presso il Dipartimento dei manoscritti occidentali e orientali della Biblioteca nazionale di Francia (site Richelieu). Questo materiale è tuttora in corso di pubblicazione, specialmente ad opera dell'Équipe Paul Valéry dell'Institut des textes et manuscrits modernes (ITEM, CNRS / École normale supérieure).

## Le opere
- Introduction à la méthode de Léonard de Vinci (1894)
  - trad. Stefano Agosti, Introduzione al metodo di Leonardo Da Vinci, Milano: SE, 1995 ISBN 88-7710-323-X; poi Milano: Abscondita, 2002 ISBN 88-8416-036-7
  - trad. Beniamino Dal Fabbro, in Scritti su Leonardo, Milano: Electa, 1984 ISBN 88-435-0957-8
- Essai d'une conquête méthodique (1895)
- La soirée avec Monsieur Teste (1896)
- L'art militaire (1897)
- Agathe (1898)
- Anne (Valéry) (1900)
- La jeune Parque (1917)
  - trad. Beniamino Dal Fabbro, in Poesie, Milano: Feltrinelli ("UE" n. 406), 1962 (contiene: Album di versi giovanili, La giovane Parca, Gli Incanti e Poesie varie di ogni epoca); la nuova ed. 1969 contiene anche L'anima e la danza
  - trad. Mario Tutino, La giovane Parca, Torino: Einaudi ("Collezione di poesia" n. 81), 1971 e 1982 ISBN 88-06-30726-6 ISBN 88-06-03072-8
- La crise de l'esprit (1919)
  - trad. Stefano e Nicole Agosti, La crisi del pensiero e altri saggi quasi politici, Bologna: Il Mulino ("Intersezioni" n. 138), 1994 ISBN 88-15-04684-4;
  - trad. di Massimo Carloni, In morte di una civiltà. Saggi quasi politici, Aragno, Torino 2018 ISBN 978-88-8419-863-1
- Le cimetière marin (1920)
  - trad. Mario Tutino, prefazione di Alessandro Parronchi, Milano: All'insegna del pesce d'oro, 1962 (1000 copie numerate); poi Torino: Einaudi ("Collezione di poesia" n. 27), 1966 ISBN 88-06-02816-2
  - trad. Mara Teresa Giaveri, Milano: Il Saggiatore, 1984
  - trad. Patrizia Valduga, Il cimitero marino, con un saggio di Elio Franzini, Milano: Mondadori, 1995 ISBN 88-04-39873-6; poi "Oscar" 2000 ISBN 88-04-48488-8
  - trad. Giancarlo Pontiggia, in Aurora, Cantico delle colonne, Il cimitero marino, Palma, introduzione di Valerio Magrelli, commento di Antonietta Sanna, Milano: TEA, 1995 ISBN 88-7819-697-5
- Album de vers anciens (1920)
  - trad. Ugo Fasolo, Album di versi antichi, Firenze: Fussi, 1947
- L'ébauche d'un serpent (1921)
- Charmes (1922)
  - trad. Beniamino Dal Fabbro, Incanti, Milano: Bompiani, 1942
  - trad. a cura di Corrado Pavolini, presentazione di Carlo Bo, Milano: Nuova Accademia, 1963
  - trad. Luigi Tassoni, Charmes, con uno scritto di André Gide, Milano: Crocetti, 1992
- Eupalinos ou l'Architecte (1923)
  - trad. Rafaele Contu, Eupalino, o Dell'architettura, commento di Giuseppe Ungaretti, Lanciano: Carabba, 1932
  - trad. Vittorio Sereni, con uno scritto di Giuseppe Conte, in Tre dialoghi, Torino: Einaudi ("Saggi brevi" n. 13), 1990 ISBN 88-06-11838-2
  - trad. Barbara Scapolo, seguito da Valéry, Paradosso sull'architetto (1891), Postfazione di Barbara Scapolo, Milano: Mimesis ("Estetica e Architettura" n. 3), 2011
- Variété I (1924)
  - trad. Stefano Agosti, Milano: Rizzoli, 1971; poi Milano: SE, 1990 ISBN 88-7710-160-1 ISBN 88-7710-181-4 e 2007 ISBN 978-88-7710-720-6
- L'âme et la danse (1925)
  - trad. Vincenzo Errante, L'anima e la danza, Vicenza: Jacchia, 1933
  - trad. Barbara Elia, in Filosofia della danza, Genova: Il melangolo ("Nugae" n. 24), 2004 ISBN 88-7018-176-6
- Dialogue de l'arbre (1925)
  - trad. Vittorio Sereni, in Eupalinos, preceduto da L'anima e la danza, seguito dal Dialogo dell'albero, introduzione di Enzo Paci, Milano: Mondadori, 1947
- Monsieur Teste (1926)
  - trad. Enrico Da Mola, Il signor Teste, Venezia: Cavallino, 1944
  - trad. Libero Solaroli, Monsieur Teste, Milano: Il Saggiatore ("Biblioteca delle Silerchie" n. 67), 1961; poi, con uno scritto di Giorgio Agamben, Milano: SE, 1988 ISBN 88-7710-090-7
- Discours de reception a l'Academie francaise (1927)
- Variété II (1930)
- Propos sur la poésie (1930)
- Regards sur le monde actuel (1931)
  - trad. Felice Ciro Papparo, Sguardi sul mondo attuale e altri saggi, Milano: Adelphi ("Biblioteca Adelphi" n. 289), 1994 ISBN 88-459-1056-3
- Amphion (1931)
- Moralités (Frontespice et ornaments par Marie Monnier), 340 exemplaires, 1931
- L'idée fixe ou deux hommes à la mer (1932)
  - trad. Valerio Magrelli, L'idea fissa, o Due uomini al mare, Roma: Theoria ("I segni" n. 36), 1985; poi Milano: Adelphi ("PBA" n. 566), 2008 ISBN 978-88-459-2247-3
- Discours en l'honneur de Goethe (1932)
  - a cura di Giovanni Mariotti, Goethe: spirito europeo, Palermo: Novecento, 2006 ISBN 88-373-0453-6
- Sémiramis (1934)
- Pièces sur l'art (1936)
  - trad. Vivian Lamarque, Scritti sull'arte, postfazione di Elena Pontiggia, Miilano: Guanda, 1984; poi Milano: TEA, 1996 ISBN 88-7818-050-5
- Variété III (1936)
- Degas, danse, dessin (1938)
  - trad. Beniamino Dal Fabbro, Degas: danza, disegno, Milano: Feltrinelli ("UE" n. 910), 1980; poi Milano: SE 1999 ISBN 88-7710-447-3 ISBN 88-7710-646-8
- Discours aux chirurgiens (1938)
- Variété IV (1938)
- Conferences (1939)
- Mélange (1941)
- Etudes bergsoniennes (1942)
  - a cura di Italo Francesco Baldo, Henri Bergson, Vicenza: Editrice veneta, 2006 ISBN 88-8449-295-5
- Mauvaises pensées et autres (1942)
  - trad. Felice Ciro Papparo, Cattivi pensieri, Milano: Adelphi ("PBA" n. 539), 2007 ISBN 88-459-2042-9
- Tel quel (1943) (contiene: Cahier B 1910, Moralités (1932), Littérature e Choses tues)
- Variété V (1944)
- L'Ange (1945)
- Mon Faust (1946, postumo)
  - trad. Il mio Faust: abbozzi, Milano: Mondadori, 1950
  - trad. Valerio Magrelli e Giancarlo Pontiggia, Il mio Faust, Milano: SE, 1992 ISBN 88-7710-251-9
- Vues (1948, postumo)
- Histoires brisées (1950, postumo)
  - trad. Barbara Scapolo, Storie infrante, Genova: San Marco dei Giustiniani, 2006 ISBN 978-88-7494-192-6
- Ecrits divers sur Stephane Mallarmé (1950, raccolta)
- Lettres a quelques-uns (1952)
- Les Bucoliques (1942-1944), Societé des Bibliophiles, Paris, 1955 (ediz. a tiratura limitata), Gallimard, Paris, 1956;
  - La Bucolica di Virgilio nella traduzione di Paul Valery, a cura di Carlo Carena, collana Scrittori tradotti da scrittori n. 55 (serie trilingue), Einaudi, Torino, 1993, ISBN 978-88-06-13404-4
- Correspondance: 1890-1942 (1955, con André Gide)
- Correspondance: 1887-1933 (1957, con Gustave Fourment, a cura di Octave Nadal)
- Cahiers, (1970 e 1988, a cura di Judith Robinson-Valéry, nuova ed. 2009)
  - trad. Ruggero Guarini, Quaderni, Milano: Adelphi, 1988-2002
    - I. Ego, Ego scriptor, Gladiator ("Biblioteca Adelphi", n. 160) ISBN 88-459-0627-2
    - II. Linguaggio, filosofia ("Biblioteca Adelphi" n. 173) ISBN 88-459-0225-0
    - III. Sistema, psicologia, soma e CEM, sensibilità, memoria ("Biblioteca Adelphi" n. 199) ISBN 978-88-459-0298-7
    - IV. Tempo, sogno, coscienza, attenzione, l'Io e la personalità ("Biblioteca Adelphi" n. 218) ISBN 88-459-0741-4
    - V. Affettività, eros, theta, bios ("Biblioteca Adelphi" n. 428) ISBN 88-459-1682-0
- Œuvres I (1957, a cura di Jean Hytier)
- Œuvres II (1965, a cura di Jean Hytier)
- Autobiographie, a cura del "Centro documentazione e studi Paul Valéry", Roma: Bulzoni, 1983
- Les principes d'an-archie pure et appliquée, a cura di François Valéry (1984)
  - I principi d'an-archia pura e applicata, Milano: Guerini e associati, 1990 ISBN 88-7802-122-9
- Le vieil homme, a cura di Maria Teresa Giaveri, Roma: Bulzoni, 1984
- La caccia magica, a cura di Maria Teresa Giaveri, Napoli: Guida, 1985 ISBN 88-7042-702-1
- Un anneau de corail. Lettere di Paul Valery a Marguerite e Roffredo Caetani, a cura di Ada Speranza Armani, Roma: Bulzoni, 1986
- Prime prose, trad. Alessandro Lo Giudice, Roma: Bulzoni, 1988
- All'inizio era la favola: scritti sul mito, a cura di Elio Franzini, traduzione di Renata Gorgani, Milano: Guerini, 1988 e 2007 ISBN 88-7802-040-0
- Alphabet, a cura di Maria Teresa Giaveri, Reggio Emilia: Diabasis, 1994 ISBN 88-8103-007-1
- Deux prefaces de Paul Valéry, a cura di Jean Dubu, Roma: Bulzoni, 1996
- Poesie perdue: les poemes en prose des Cahiers, a cura di Michel Jarrety (2000)
- Correspondances a trois voix, 1888-1920 (2004, con André Gide e Pierre Louÿs, a cura di Peter Fawcett e Pascal Mercier)
- Souvenirs et réflexions (2010), édition établie par Michel Jarrety, Paris: Bartillat.
- Ispirazioni mediterranee, a cura di Maria Teresa Giaveri, Messina: Mesogea, gennaio 2011 ISBN 978-88-469-2084-3
- Il suono della voce umana. Variazioni su Cartesio, a cura di Felice Ciro Papparo, Napoli: Filema, 2008
- Lettere e note su Nietzsche, a cura di Barbara Scapolo, Milano: Mimesis, 2010 ISBN 978-88-575-0190-1
- Opere scelte, a cura e con un saggio di Maria Teresa Giaveri, Collana I Meridiani, Mondadori, I ed. 2014 ISBN 978-88-04-61402-9;
- In morte di una civiltà. Saggi quasi politici, a cura e con un saggio di Massimo Carloni, Aragno, Torino 2018 ISBN 978-88-8419-863-1
- Necessità di poesia, a cura di Paolo Imperio, Spider&Fish, Firenze, 2021, ISBN 978-88-9884-410-4